# Lyngheid
Lyngheid (altnordisch Lyngheiðr, deutsch „Heide-Gestalt“) ist in der nordischen Mythologie der Name einer Tochter des Zwergen Hreidmar.
Sie wird in der Geschichte des Goldes des Andwari und dem Fluch, der darauf lag, erwähnt, insbesondere im Zusammenhang mit der Völsunga saga und den Erzählungen um Siegfried. Die Rolle von Lyngheiðr in diesen Geschichten ist eher klein, aber sie ist Teil der komplexen Familiengeschichte, die zu den tragischen Ereignissen rund um den Schatz führt.

## Geschichte im Kontext
Hreidmar hatte drei Söhne: Fafnir, Otter und Reginn. Loki tötete versehentlich Otter, der sich in Gestalt eines Otters befand. Als Wergeld für den Tod ihres Sohnes forderten Hreidmar und seine verbliebenen Söhne von den Göttern den Goldschatz des Zwergen Andwari. Dieser Schatz war jedoch verflucht. Fafnir tötete seinen Vater Hreidmar, um den gesamten Schatz für sich allein zu haben, und verwandelte sich in einen Drachen, um ihn zu bewachen.

## Rolle
In einigen Versionen der Geschichte, insbesondere in Bezug auf Hreidmar Zorn und seinen Wunsch nach Rache für den Tod Otters, wird erwähnt, dass Hreidmar seine Tochter Lyngheid aufforderte, eine Tochter zu zeugen, deren Sohn den Mord an ihm rächen sollte, falls sie keinen Sohn mit einem Fürsten bekommen würde.
Dies unterstreicht die Bedeutung der Blutrache und die Weitergabe von Verpflichtungen innerhalb der Familie in der nordischen Sagenwelt. Lyngheid selbst tritt in den erhaltenen Texten nicht als handelnde Person in Erscheinung, aber ihre Existenz ist Teil des Hintergrunds der tragischen Ereignisse um den Andwari-Schatz und die Wälsungen.